# Aleph
Aleph oder Alef (אלף) ist der erste Buchstabe im hebräischen Alphabet. Er hat den Zahlenwert 1.
Der Lautwert des Buchstabens im Iwrit ist in IPA-Notation [⁠ʔ⁠]. Es handelt sich dabei um den im Deutschen zwar vorhandenen, aber nicht geschriebenen Knacklaut (Glottisschlag).
Der Lautwert im Jiddischen ist [⁠a⁠] – geschrieben אַ – oder [⁠o⁠] (dialektal und bühnenjiddisch auch [⁠ʊ⁠], [⁠uː⁠]) – geschrieben אָ –; in gewissen Positionen (besonders am Wortanfang vor mit /aj/, /ej/, /i/, /oj/, /u/ einsetzenden Wörtern) ist א ein rein graphisches Zeichen ohne Lautwert und damit stumm. Stumm ist es auch in manchen jiddischen Wörtern semitischen Ursprungs.

## Geschichte
Das Aleph ist der erste Buchstabe des phönizischen und des hebräischen Alphabets und entspricht dem Alif der arabischen Schrift. Es steht für einen Konsonanten, den die Griechen, als sie das phönizische Alphabet an ihre Sprache anpassten, als Zeichen für den Vokal Alpha umdeuteten, woraus dann das lateinische A entstand. Der Name des Buchstabens leitet sich von der stilisierten Darstellung eines Stierkopfes (hebräisch alef „Rind“) mit zwei Hörnern her. Im Verlauf der Schriftentwicklung wurde der Buchstabe gedreht und seine Form veränderte sich. Der Name wurde beibehalten.
| Protosinaitisch | Phönizisch | Hebräisch | Hebräisch | Arabisch | Arabisch | Griechisch | Griechisch | Lateinisch |
| --------------- | ---------- | --------- | --------- | -------- | -------- | ---------- | ---------- | ---------- |
|                 |            | א         | Aleph     | أ        | Alif     | Α          | Alpha      | A          |

## Beispiele
- אדם Adam „Mensch“ („Irdischer, Erdenmensch, Erdling“) verwandt mit אדמה adamah: „(rote) Erde“
- אברהם Abraham –„Vater der Menge“
- כיתה אלף kita alef – erste (Schul-)Klasse
- מאלף עד תו me-alef ad taw – von A bis Z (wörtlich: Von Alef bis Taw; ähnlich: Das A und O)
- אונן Onan – biblischer Vorname
- אופיר Ophir – geografischer Name
- אוריאל Uriel – männlicher Vorname: „Mein Licht ist Gott“

## Verwendung in der Mathematik
In der Mengenlehre wird das Aleph-Symbol für die Kardinalzahlen unendlicher Mengen gebraucht, die Aleph-Funktion zählt alle unendlichen Kardinalzahlen auf; insbesondere werden unendliche Mächtigkeiten mit {\displaystyle \aleph _{i}} bezeichnet, wobei {\displaystyle i} die unterschiedlich großen Unendlichkeiten kennzeichnet.

## Zeichenkodierung
| Unicode Codepoint | U+05D0                  | U+2135                                             |
| Unicode-Name      | HEBREW LETTER ALEF      | ALEF SYMBOL                                        |
| HTML              | (&#1488; oder &#x05D0;) | &aleph; oder &alefsym; (oder &#8501;oder &#x2135;) |
| ISO 8859-8        | 0xE0                    |                                                    |
| TeX / LaTeX       |                         | \aleph                                             |